# Kashyyyk
Kashyyyk är en fiktiv planet i Star Wars. Den är Chewbaccas och alla andra Wookieers frodiga, tätt trädbevuxna hemplanet. Wookieer lever i byar som är byggda uppe i träden på den djungelliknande planeten.
I filmen Star Wars: Episod III - Mörkrets hämnd är planeten skådeplats för ett stort slag mellan klonarmén och CIS. Medan slaget pågår, utfärdas Order 66.
Planeten ligger i samma system som Trandosha.

### Fotnoter
1. ↑  Hanna Malmodin (4 mars 2005). ”Konfliktzon Kashyyyk”. Dagens nyheter. http://www.dn.se/arkiv/kultur/konfliktzon-kashyyyk. Läst 4 december 2015.